# Битва на Выссе
Битва на Выссе — сражение, состоявшееся 7 мая 1584 года, в котором русское войско во главе с воеводой Михаилом Безниным разгромило крымских татар. Битва произошла к югу от Калуги близ впадения реки Выссы в Оку. Крымцы возвращались с полоном после очередного набега на русские земли, в ходе которого были разорены Белёвский, Козельский, Воротынский, Мещовский и Мосальский уезды. Скорее всего, в отражении набега участвовали и представители «зарецкой» рати, посланной за Оку. Крымцы были застаны врасплох на переправе. Безнинский летописец сообщает, что в битве был убит «Дивеев сын». Это не был предводитель крымцев Арсланай-мурза. Если данное сообщение верно, то оно может касаться кого-то из его братьев. После разгрома крымского войска Безнин направил своё войско на помощь осаждённому Белёву, в котором воевода Тимофей Трубецкой оборонялся от довольно крупного крымского войска под началом Есеней-мурзы. За заслуги в отражении крымцев Безнин был впоследствии награждён.